# Битва на Эллепоре
Битва на Эллепоре — сражение, состоявшееся в 388 году до н. э. в Бруттии в ходе Италийских войн между войском сиракузского тирана Дионисия Старшего и силами Италиотской лиги.

## Кампания 388 года до н. э.
По словам Диодора Сицилийского, Дионисий Старший, в 389 году до н. э. инспирировавший нападение луканов на Фурии, в следующем году атаковал Южную Италию в открытую, выступив из Сиракуз с войском из более чем двадцати тысяч пехоты, около трёх тысяч кавалерии и флотом из сорока военных и не менее чем трехсот грузовых кораблей. Прибыв на пятый день в Мессану, он стал там лагерем, а своего брата наварха Феарида с тридцатью кораблями направил к Липарским островам, где курсировали десять кораблей регийцев. Феарид захватил их вместе с экипажами и привёл в Мессану. Передав пленных мессанцам, тиран переправился через пролив и осадил Кавлонию, которую штурмовал при помощи осадных машин.
Италиотская лига немедленно отреагировала на вторжение, поручив Кротону, как самому многолюдному городу, в котором находилось наибольшее число сиракузских изгнанников, сбор и руководство союзной армией. Набрав войско изо всех областей, кротонцы назначили командующим изгнанного Дионисием сиракузянина Гелорида. Войско италиотов численностью в двадцать пять тысяч пехоты и около двух тысяч конницы выступило из Кротона и быстрым маршем двинулось к Кавлонии, рассчитывая внезапным ударом не только заставить сиракузян снять осаду, но и разгромить их войска, утомлённые постоянными штурмами.

## Сражение
Пройдя большую часть пути, италиоты расположились лагерем у реки Эллепора. Дионисий выступил им навстречу. Гелорид с пятью сотнями отборных всадников шел в авангарде и находился от лагеря сиракузян на расстоянии сорока стадий. Дионисий, узнав от разведчиков о приближении неприятеля, ночью снялся с лагеря и на рассвете внезапно атаковал Гелорида, не дав тому изготовиться к бою. Его противник сумел выдержать первый натиск и послал нескольких друзей привести на помощь основные силы. Тем временем Дионисий окружил неприятельский авангард и перебил почти всех воинов, сломив их отчаянное сопротивление.
Подошедшие на помощь своему стратегу италиоты вступали в бой по частям, и сицилийцы, сохранявшие боевой порядок, легко отбивали их атаки. Некоторое время италийские греки продолжали сражение, несмотря на большие потери, но, узнав о гибели командующего, пришли в замешательство и обратились в бегство, тесня и давя друг друга. Много воинов погибло в ходе преследования, но большей части удалось закрепиться на довольно высоком холме, позволявшем выдержать осаду. Дионисий плотно окружил это место, и осаждённые, не имевшие воды и сильно страдавшие от жары, на следующий день предложили тирану выкуп. Дионисий предложение отверг, потребовав сдаться на милость победителя, и греки, в количестве десяти тысяч, после восьмичасового размышления были принуждены капитулировать.

## Мир с городами лиги
Пленники опасались жестокости Дионисия, но тот, против ожидания, отпустил их без выкупа и заключил мир с большинством городов лиги, сохранив их независимость, за что получил похвалы от своих друзей и удостоился золотого венка за совершение того, что Диодор называет «самым лучшим поступком в его жизни».
Захваченная Кавлония была разрушена, её земли переданы союзникам тирана локрийцам, вероятно, участвовавшим в кампании, а жители переселены в Сиракузы, где получили права гражданства и освобождение от налогов на пять лет. Затем Дионисий подошел к Регию, который также принудил к заключению мира. В результате сражения сиракузский тиран сокрушил Италиотскую лигу, распространив свое влияние на Бруттий и соседние земли, в том числе Кротон, и в последующие годы продолжил завоевания, уничтожив поодиночке Гиппоний и Регий, взятый после длительной осады.

## Комментарии
1. ↑  Отождествляется с Галлипаро или Стиларо (Льюис, с. 185)